# 정혁준
정혁준(1978년 ~)은 대한민국의 검사이다.

## 학력
- 한성과학고등학교(졸업)
- 서울대학교(기계항공공학 / 학사)

## 경력
- 2022.7~ 부산지방검찰청 서부지청 형사제2부 부장검사
- 2021.7~2022.7 서울남부지방검찰청 부부장검사
- 2020.9~2021.7 제주지방검찰청 형사제1부 부부장검사
- 2020.2~2020.9 제주지방검찰청 검사
- 2015.2~2020.2 인천지방검찰청 검사
- 2013.2~2015.2 서울서부지방검찰청 검사
- 2010.2~2013.2 부산지방검찰청 검사
- 2008.2~2010.2 대전지방검찰청 홍성지청 검사
- 2006.2~2008.2 서울중앙지방검찰청 검사
- 제35기 사법연수원
- 2003 제45회 사법시험 합격

## 가족 관계
- 배우자   : 한지혜 (1984년 6월 29일 ~)
  - 자녀    : 정윤슬 (2021년 6월 23일 ~)